# Meta merianopsis
Meta merianopsis là một loài nhện trong họ Tetragnathidae.
Loài này thuộc chi Meta. Meta merianopsis được miêu tả năm 1910 bởi Tullgren.